# Dekanat Radymno II
Dekanat Radymno II – dekanat w archidiecezji przemyskiej, archiprezbiteriacie jarosławskim.

## Historia
W 1949 roku dekretem bpa Franciszka Bardy, został utworzony dekanat radymno. W skład nowego dekanatu weszły parafie z wydzielonego terytorium dekanatów:
- jarosławskiego – Radymno, Leszki, Michałówka, Miękisz Nowy, Wielkie Oczy, Wietlin, Zamojsce, Sośnica.
- pruchnickiego – Ostrów.
- przemyskiego - zamiejskiego – Kalników, Młyny.

Pierwszym dziekanem dekanatu został ks. Franciszek Michalec, a wicedziekanem ks. Walenty Trela. 
Pod koniec 1992 roku dekretem abpa Ignacego Tokarczuka dekanat Radymno został podzielony na: dekanat Radymno I i dekanat Radymno II, oraz dokonano korekty granic dekanatów: jarosławskiego wschodniego, pruchnickiego, przemyskiego II i żurawickiego.

## Parafie
- Chotyniec – pw. Narodzenia Najświętszej Maryi Panny
  - Zaleska Wola – kościół filialny pw. Podwyższenia Krzyża Świętego
- Korczowa – pw. św. Jakuba Apostoła
  - Budzyń – kościół filialny pw. Chrystusa Króla
  - Młyny – kościół filialny pw. Matki Bożej Pocieszenia
- Laszki – pw. św. Zofii i św. Szczepana
  - Korzenica – kościół filialny pw. Narodzenia Najświętszej Maryi Panny
- Łazy - Moszczany – Parafia Podwyższenia Krzyża Świętego i św. Wincentego a Paulo w Łazach - Moszczanach
  - Moszczany – kaplica filialna pw. św. Wincentego a Paulo
- Michałówka – pw. św. Michała Archanioła
  - Duńkowice – kościół filialny pw. Matki Bożej Częstochowskiej
- Miękisz Nowy – pw. Matki Bożej Śnieżnej
  - Tuchla – kościół filialny pw. Miłosierdzia Bożego
- Miękisz Stary – pw. Matki Bożej Częstochowskiej
  - Charytanach – kościół filialny pw. św. Józefa Rzemieślnika
- Nienowice – pw. św. Józefa
  - Grabowiec – kościół filialny pw. Najświętszego Serca Pana Jezusa
- Wielkie Oczy – pw. Niepokalanego Poczęcia Najświętszej Maryi Panny
- Wietlin – pw. Narodzenia Najświętszej Maryi Panny
  - Wysocko – kościół filialny pw. Narodzenia Najświętszej Maryi Panny